# 広深港高速鉄道
広深港高速鉄道 (こうしんこうこうそくてつどう)は、中国広東省の広州市から深圳市を経由して香港の西九龍駅に至る高速鉄道。

## 概要
珠江デルタ・インターシティ（区域快線）東線、広深港旅客専用線とも呼ばれる。全長は142km。広州〜香港の所要時間は最速47分（在来線の広深線では100分）。深圳〜香港は最速14分。
列車の運行本数は香港側は平日（月曜日～木曜日）は70往復で休日・夏期・旧正月は更に増える。広州まで行かない、香港〜深圳の本数が多い。
香港から乗る場合、乗車手続きは発車2時間前から開始され、入出国審査があるため駅には発車45分以上前に着いている必要がある。外国人（パスポート所持者）は更に余裕をもって駅に着くことが求められる。
荷物は大人は20kg以内、3辺の合計130cm以内に制限されていて、多くの航空機の国際線の預け入れ荷物の制限（23kg、158cmなど）よりも厳しい。
席種は、二等・一等・特等・商务の4種類。
また、内地では認められている乗り越し精算（補票）はなく、香港までの正規乗車券を持たずに到着した場合、理由の如何を問わず、不足賃の5割増しの額に、1,500香港ドルまたは3,000香港ドルの罰金を払わなければならない。

### 京港旅客専用線
京港旅客専用線を構成する路線で、北京西駅から京石・石武・武広旅客専用線を経由し広州南駅へ至った後、当線を通り香港の香港西九龍駅まで直通運行が行われる。従来2時間程度かかっていた香港～広州の移動が最速47分となり、北京〜香港は8時間12分。
北京西駅 - 広州南駅間は2012年12月26日に全線開通し、北京西駅発着の高速動車も運行が開始された。残りの香港側は2018年9月23日に開通した。

## 本土側（広州 - 深圳間）
本土側は広州 - 深圳（福田）間の106kmである。国務院鉄道部と広東省政府の合資により建設された。工費は167億元を予定し、2005年起工した。
駅は、広州南駅、慶盛駅、虎門駅、光明城駅、深圳北駅、福田駅が設けられた。
いずれも既存路線との交差や接続、更には地元政府との調整が難航し、工事が遅れ気味であった。
2011年当初は、深圳市で夏に開催されるユニバーシアードに間に合わせる予定であったが、
同年7月に浙江省温州市で発生した高速鉄道事故で鉄道部への批判が高まる中で開業が延期されたという説も報じられている。
ようやく2011年12月26日に広州 - 深圳北間が開通し、2015年12月30日に福田駅まで延伸した。香港側は2018年9月23日に開通した。本土側は広州南駅から深圳北駅までは設計速度は350km/hであるものの、実際には300km/hで運行されており(獅子洋トンネル内は最高250km/h)、深圳北駅以南の香港側は200km/hで運行されている。

### 広九直通列車
なお、広州 - 香港間を結ぶ列車としては、かつて在来線の広深線に広九直通車（広州 - 香港九龍）として中国国鉄と香港MTRが相互に運行する機関車牽引の客車列車が存在した。
国際列車に準じる扱いになるので入境および出境の手続きは出発駅及び到着駅で行われる。CRH1も当路線で運行されるが深圳駅発着となっており香港へは乗り入れない。
口岸（イミグレーション）を挟んで深圳駅と香港MTR東鉄線の羅湖駅は近接しており乗り換えが可能である。
広九直通車はビジネス目的や外国人の利用が多いのに対して、広深CRH - MTR東鉄線乗り継ぎルートは料金が安く済むため一般市民の利用が多いことが特徴である。

## 香港側（落馬洲 - 香港西九龍間）
香港側は九広鉄路（現・香港鉄路）が建設を担当し、2018年9月23日に開通した。落馬洲で本土側とつながり、香港西九龍駅が終着駅。
当初、2つの案が構想されていた。
第一案
九広東鉄（現・香港MTR東鉄線）落馬洲支線の北環線を経て九広西鉄（現・香港MTR屯馬線）に乗り入れるというものである。この場合、費用と時間の節約になるという利点がある。しかし、香港MTR屯馬線は高速走行用に設計されておらず、本土側の高速走行列車が来てもフルスピードは出せない。そのため、香港と広州の所要時間は約60分となる予定である。
第二案
直線に近い高速鉄道専用線を新たに建設するというものである。建設コストは47%（100億香港ドル）ほど高くなるが、高速走行が可能となるという利点がある。そのため、香港・広州間の所要時間を49分に短縮できる。
2006年2月6日に、香港行政会議は九広鉄路に第一案で計画を実施するよう指示を出した。この時点での香港側の完成予定は2013年としていた。一方で、将来的に香港には本土の10都市から長距離列車が乗り入れるため、第一案では輸送力不足だとの意見も立法会議員から出された。そのため、香港政府は九広鉄路の調査結果次第では第二案の再考もありうるとの見解を示している。また、第二案では2014年もしくは2015年に完成時期が延びるともされた。
2009年、香港内での建設が年内にもスタートすると同地域の新聞で報じられ、2018年9月23日に開通した。
広九直通列車は香港と大陸側のそれぞれの駅で出入境審査が行われているが、広深港高速鉄道は香港西九龍駅で香港・中国の出入境審査が同時に行われる（シンガポールのウッドランズ・トレイン・チェックポイントと同様）。駅構内の一部や車内では中国の法律が適用される。香港側で中国政府職員による審査が行われることについては、一国二制度と矛盾するとの批判もある。（ただし陸路においては、一箇所で中港双方の出入境審査を行う「一地両検」は深圳湾口岸等先例がある）

## 駅一覧
| 駅名         | 駅名         | 駅名         | 駅名                           | 駅間 距離 (km) | 累計距離 (km) | 累計距離 (km) | 接続路線 | 所在地 | 所在地   | 所在地   |
| 日本語       | 繁体字中国語 | 簡体字中国語 | 英語                           | 駅間 距離 (km) | 広州南 起点   | 北京西 起点   | 接続路線 | 所在地 | 所在地   | 所在地   |
| ------------ | ------------ | ------------ | ------------------------------ | -------------- | ------------- | ------------- | --- | ------ | -------- | -------- |
| 広州南駅     | 廣州南站     | 广州南站     | Guangzhou South                | 0.0            | 0.0           | 2218.0        | ■武広旅客専用線 ■貴広旅客専用線 ■南広線 ■広珠都市間鉄道 ■広州地下鉄2号線 ■広州地下鉄7号線 ■広州地下鉄22号線 ■仏山地下鉄2号線 | 広東省 | 広州市   | 番禺区   |
| 慶盛駅       | 慶盛站       | 庆盛站       | Qingsheng                      | 31.0           | 31.0          | 2249.0        | ■広州地下鉄4号線 | 広東省 | 広州市   | 南沙区   |
| 虎門駅       | 虎門站       | 虎门站       | Humen                          | 19.0           | 50.0          | 2268.0        | ■東莞軌道交通2号線 ■穂莞深都市間鉄道                                                                                         | 広東省 | 東莞市   | 東莞市   |
| 光明城駅     | 光明城站     | 光明城站     | Guangmingcheng                 | 36.0           | 86.0          | 2304.0        | | 広東省 | 深圳市   | 宝安区   |
| 深圳北駅     | 深圳北站     | 深圳北站     | Shenzhen North                 | 16.0           | 102.0         | 2320.0        | ■廈深線 ■深茂線 ■深圳地下鉄4号線 ■深圳地下鉄5号線 ■深圳地下鉄6号線                                                           | 広東省 | 深圳市   | 宝安区   |
| 福田駅       | 福田站       | 福田站       | Futian                         | 8.0            | 110.0         | 2328.0        | ■穂莞深都市間鉄道 ■深圳地下鉄2号線 ■深圳地下鉄3号線 ■深圳地下鉄11号線                                                        | 広東省 | 深圳市   | 福田区   |
| 香港西九龍駅 | 香港西九龍站 | 香港西九龙站 | Hong Kong West Kowloon Station | 36.0           | 142.0         | 2360.0        | MTR■機場快線、■東涌線 （九龍駅） ■屯馬線（柯士甸駅）                                                                         | 香港   | 油尖旺区 | 油尖旺区 |

## 車両

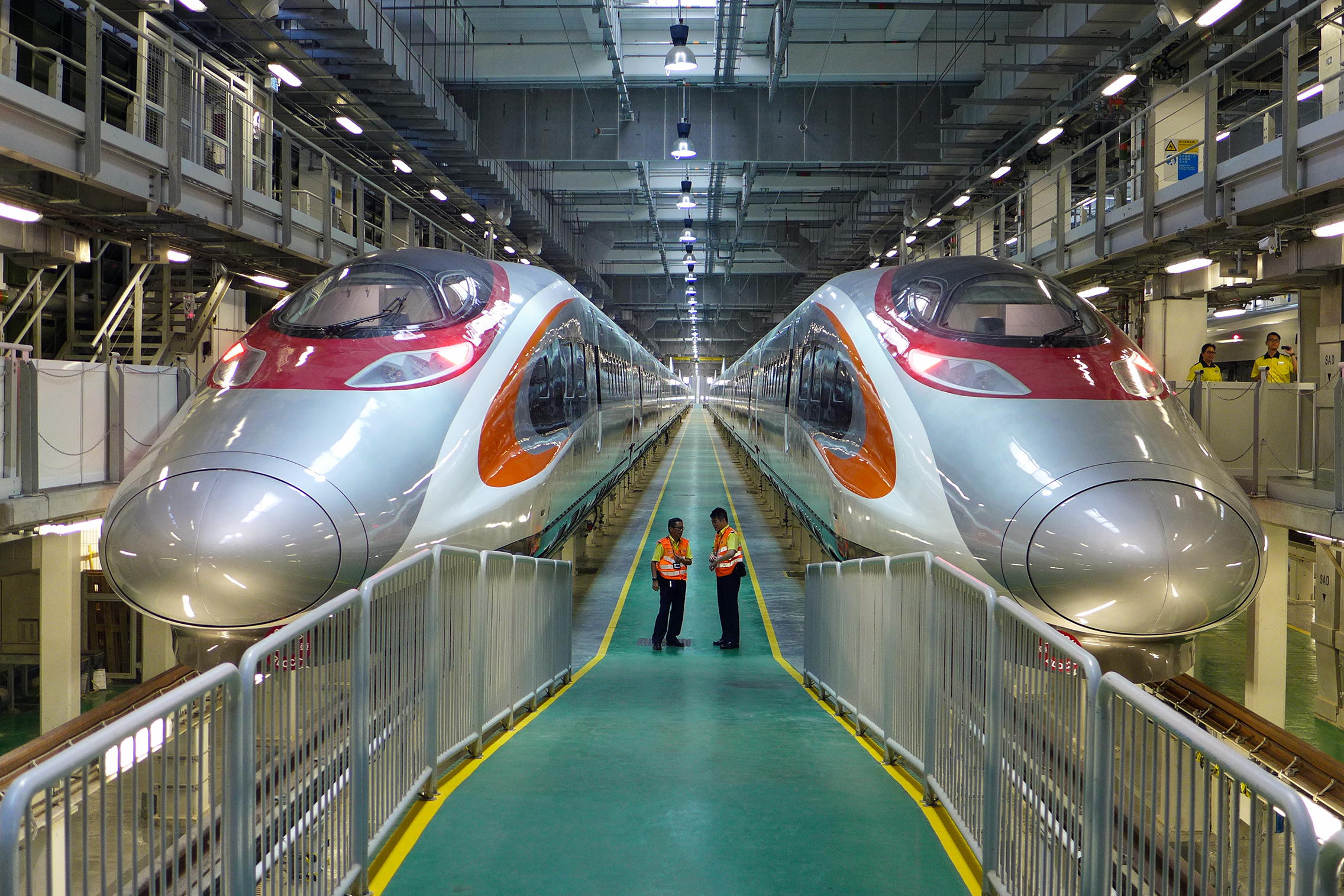
CRH380A型 香港仕様

- CRH380A型 - 四方機車車両製で、8両編成（うち2両は一等車）9本を投入予定。香港MTRを通じて香港特別行政区政府[19]が発注。本土向けのCRH380A型をベースに、耐火設備・保安面等を強化。車体の帯は、本土向けの青に対し、香港特別行政区の区旗と同じ赤を身に纏う。
- CRH1型
- CRH2型
- CR400AF型 - 四方機車車両製
- CR400BF型 - 四方機車車両製
- CR300AF型 - 四方機車車両製

## 歴史

### 中国本土側
- 2005年12月18日 - 着工。
- 2007年11月9日 - 獅子洋トンネル（英語版）着工。獅子洋トンネルは珠江の底を通る全長5,550m（長い方）のシールドトンネルであり、設計最高速度は350km/hでこれは水底トンネルとしては世界一である[20]。
- 2011年
  - 3月12日 - 獅子洋トンネル全通[20]。
  - 12月26日 - 広州南 - 深圳北間で営業開始。
- 2012年12月26日 - 京石・石武旅客専用線が全線開通、北京方面の直通列車運行開始、当区間最長となる北京西 - 深圳北間(2240km)を10時間25分で結ぶ列車が設定。
- 2015年12月30日 - 深圳北 - 福田間が開業。

### 香港側
- 2010年1月27日 - 着工。
- 2018年
  - 9月22日 - 西九龍駅にて香港側26km区間の開通式開催[18]。
  - 9月23日 - 福田 - 香港西九龍間が開業[1]。
- 2020年
  - 1月30日 - 新型コロナウィルス対策として、本土との直通列車を暫定停止[21]。
- 2023年
  - 1月15日 - 3年ぶりに運行を再開。